# Скопин, Тимофей Сергеевич
Тимофей Сергеевич Скопин (род. 5 апреля 1989, Киров, СССР) — российский конькобежец, мастер спорта.
Участник Олимпиады в Ванкувере.
Первый тренер — Ростислав Подгайский.
Учится в Коломенском государственном педагогическом институте.